# Haleh Afshar
Haleh Afshar, Baronesa Afshar escutarⓘ, OBE (Teerã, 21 de maio de 1944 – 12 de maio de 2022), foi uma cientista política iraniana, professora da Universidade de York e par vitalício da Câmara dos Lordes . Também foi uma destacada feminista e estudiosa da condição feminina nos países islâmicos.

## Biografia
Filha de uma família da elite iraniana, seu pai Hassan Afshar, era professor de Direito na Universidade de Teerã e também ligado ao governo do seu país. A família transferiu-se para Paris no fim dos anos 1940, onde o pai exerceu funções de representação governamental.
Graduou-se na Universidade de York nos anos 1960 e obteve seu PhD em Cambridge. É também professora visitante de Direito islâmico, na Faculdade de Direito Internacional Comparado da Universidade de Estrasburgo III - Robert Schuman, na França.
Marxista, foi militante socialista durante a Revolução Iraniana e considera o feminismo como seu mais importante compromisso.  Crítica do governo iraniano com relação aos direitos das mulheres, ela está impossibilitada de retornar ao seu país.
Casou-se com o professor de matemática neozelandês Maurice Dodson, também da Universidade de York. O casal teve dois filhos.
Haleh Afshar é fundadora e presidente de uma rede de mulheres muçulmanas e é conselheira do governo britânico sobre questões de política em relação às mulheres muçulmanas e à lei islâmica.
Em junho de 2005 Afshar tornou-se membro da Ordem do Império Britânico, em reconhecimento a sua atuação em prol da igualdade de oportunidades. Afshar é a primeira mulher de origem iraniana a se tornar membro da Câmara dos Lordes. Em 18 de outubro de 2007 foi tornada baronesa e membro independente da Câmara dos Lordes, onde foi apresentada formalmente em 11 de dezembro de 2007, como Baronesa Afshar de Heslington, condado de North Yorkshire.
Em março de 2009, ela foi incluída na lista das vinte mais influentes mulheres muçulmanas do Reino Unido. A lista foi elaborada pela Comissão de Igualdade e Direitos Humanos, Emel Magazine e The Times. Em abril do mesmo ano, ingressou na Academia de Ciências Sociais do Reino Unido.

## Trabalhos publicados
Haleh Afshar escreve sobre o Irã e sobre a política no Irã, tanto  para a academia quanto para a imprensa da Europa, dos Estados Unidos, Oriente Médio e Sudeste da Ásia. Entre os livros que publicou, incluem-se Islam and Feminisms: An Iranian Case Study (Macmillan, 1998) e Islam and the Post Revolutionary State in Iran (Macmillan, 1994). Ela também editou treze livros sobre questões ligadas à condição feminina e ao desenvolvimento.
- Women, Work and Ideology in the Third World. 1985.
- Iran, a Revolution in Turmoil: A Revolution in Turmoil. 1985.
- Women, State, and Ideology: Studies from Africa and Asia. 1987.
- Women, Poverty and Ideology in Asia: Contradictory Pressures, Uneasy Resolutions. 1989. (Co-Autorin: Bina Agarwal)
- Women, Development, and Survival in the Third World. 1991.
- Women in the Middle East: Perceptions, Realities, and Struggles for Liberation. 1993.
- The dynamics of "race" and gender: some feminist interventions. 1994
- Women and Politics in the Third World. 1996.
- Women and Empowerment: Illustrations from the Third World. 1998.
- Islam and Feminisms: An Iranian Case-Study. 1998.
- Women, Globalization and Fragmentation in the Developing World. 1999.

### Artigos
- Guerra e paz – qual a contribuição das mulheres?, por Haleh Afshar in Desenvolvimento, Mulheres e Guerra: Perspectivas Feministas (em português)
- Women and wars: some trajectories towards a feminist peace, por Haleh Afshar.
- Gendering the millennium: globalising women por Haleh Afshar. Development in Practice, Volume 10, Numbers 3 & 4, August 2000.

## Morte
Haleh morreu no dia 12 de maio de 2022, aos 77 anos de idade.